# Segerlindska teatern
Segerlindska teatern (некоторое время носил название Teatern vid Södra Hamngatan) — шведский театр, открытый в Гётеборге в 1816 году.

## История и деятельность
Театр был построен, когда первый театр Гётеборга Comediehuset, был признан устаревшим и нуждался в замене. Segerlindska teatern был открыт 12 августа 1816 года и находился по адресу улица Södra Hamngatan, 61. Здание театра было построено Лаврентием Сегерлиндом по чертежам городского архитектора Йонаса Хагберга. В то время театральное искусство находилось под сильным влиянием столичной оперы короля Густава III. Segerlindska teatern вмещал 1269 зрителей, имел сцену в виде амфитеатра и зал из трёх лож и партера.
У театра были различные названия. С апреля 1820 года он назывался Stora teatern, затем Nya Theatern до тех пор, пока в 1859 году не было завершено строительство в Гётеборге нового Stora Teatern, а данный театр стал называться Mindre teatern. Некоторое время театр носил название Teatern vid Södra Hamngatan.
Йохан Линдквист, перешедший из Comediehuset, был первым руководителем театра с труппой из 24 человек. На своей премьере они показали оперетту «Slottet Montenero: dram med sång i 3 akter» Франсуа-Бенуа Хоффманна. Среди членов театральной труппы выступали Генриетта Видерберг и Инга Оберг. В репертуаре Segerlindska teatern был балет, в котором успешно танцевала итальянская балерина Дженетти (Genetti). Линдквист оставался руководителем театра до 1820 года, с несколькими перерывами в работе и реорганизацией штата, поскольку театр испытывал материальные трудности.
В 1820—1823 годах руководителем театра был Густав Обергссон, и эти годы считались периодом расцвета театра. В состав его труппы входили как бывшие актёры Линдквиста, так и новые из Стокгольма. В их числе: Мария Эдвалл, Софи Хаглунд, Инга Оберг и её дочь Вендла Оберг, Луи Деланд и другие. Однако в долгосрочной перспективе оказалось нерентабельным иметь постоянную труппу, и вместо этого в театре выступали приезжие театральные коллективы под руководством Карла Вильднера (1823-24, 1831); Эрика Дюрстрема (1824, 1827, 1829, 1830-31, 1832-33); Фредрика Видерберга (1825); Андерса Берггрена (1828); Йозефа Ламберта (1829, 1830), Кристофера Сванберга (1832). Также в театре проводились публичные балы-маскарады, концерты и выступления зарубежных артистов разного профиля.
В 1859 году деятельность театра окончилась в связи со строительством в Гётеборге нового театра Stora Teatern. В 1860 году началась перестройка здания театра для заседания городского совета, а также проведения небольших торжественных мероприятий. В 1864 году здание снова было реконструировано и под новый Mindre Teatern, открывшийся 12 ноября 1865 года, но в уменьшенном формате с залом на 500 человек. Последним директором театра с 1890 года был Август Линдберг, под руководством которого был показан последний спектакль — «Мессалина». 21 декабря 1892 года ночью театр был уничтожен пожаром и больше не восстанавливался.